# Patiri
Patiri, maleno Attacapan pleme nastanjeno tijekom 18. stoljeća u jugoistočnom Teksasu. Patiri teritorij bio je između plemena Bidai i Akokisa, odnosno između Houstona i Huntsvillea. Između 1749. i 1751. nalazimo ih s plemenima Akokisa, Bidai i Deadose na misiji San Ildefonso, blizu sadašnjeg Rockdalea. Kasnije se oni ne spominju, identitet je vjerojatno izgubljen među Bidaima i Akokisama koji su se očuvali do 19. stoljeća. Za pleme Patiri se smatra da bi mogli biti pleme koje La Salle u 17. stoljeću, u približno istom području, naziva Petaros.

## Vanjske poveznice
- Patiri Indians